# Comitato paralimpico andorrano
Il comitato paralimpico andorrano è un comitato paralimpico nazionale per lo sport per disabili di Andorra.